# Dendrobium spectatissimum
Dendrobium spectatissimum är en orkidéart som beskrevs av Heinrich Gustav Reichenbach. Dendrobium spectatissimum ingår i släktet Dendrobium, och familjen orkidéer. Inga underarter finns listade i Catalogue of Life.